# Grande Bek
De Grande Bek (verfranste vorm van Grote Beek) is een riviertje in de Belgische provincie Luik.   
Via de Mule en de Jeker is het een zijrivier van de Maas.  
De Grande Bek ontspringt in Hannuit en doorkruist Krenwik, Vorsen, Roost en Corswarem en mondt uit in de Mule nabij Bettenhoven.  Het riviertje loopt over de volledige tien kilometer over het Waals Gewest maar vormt ongeveer over een afstand van twee kilometer de grens met de provincie Limburg (Vlaams Gewest). 